# Martin Böttcher
Martin Hermann Böttcher (17. června 1927 Berlín – 20. dubna 2019 Westerrönfeld) byl německý hudební skladatel, autor hudby k filmům na motivy románů Karla Maye z 60. let 20. století. Celkem složil hudbu k více než 50 filmům a 300 televizních produkcí, působil také jako dirigent a aranžér.
Martin Böttcher byl pravnuk výmarského dvorního kapelníka. Jako dítě se naučil hře na klavír a později se v zajetí (v 17 letech se stal pilotem Luftwaffe) naučil hrát na kytaru. Od 4 let věku byl hluchý na levé ucho, což bylo zapříčiněno úrazem na hlavě.
Po propuštění ze zajetí se stal kytaristou v hamburském rozhlasovém orchestru. Od roku 1946 působil také jako aranžér a v roce 1955 debutoval jako autor filmové hudby. Jeho soundtrack k filmu Poklad na Stříbrném jezeře z roku 1962 se pod názvem Old-Shatterhand-Melodie dostal na špici německých hitparád. Po práci na hudbě k filmům se v 70. a 80. letech věnoval převážně tvorbě pro televizi, mimo jiné pro seriály Derrick a Otec Braun.
Martin Böttcher byl ženatý s herečkou Anneliese Kaplanovou (* 1934), byl otcem dvou dcer.